# Les Yes Men refont le monde
Pour plus de détails, voir Fiche technique et Distribution.
Les Yes Men refont le monde (The Yes Men Fix the World) est un documentaire américain réalisé par Andy Bichlbaum et Mike Bonanno en 2009.

## Synopsis
Le documentaire raconte la conception et réalisation par les Yes Men de plusieurs canulars :
- Dow Chemical : à l'occasion d'une allocution solennelle en direct sur la BBC ils font croire pendant quelques heures que la multinationale Dow Chemical, quelques années après le rachat de la firme Union Carbide allait procéder à l'indemnisation des 3 000 victimes de la catastrophe de Bhopal dont elle est responsable ainsi que la dépollution du site, en y allouant une somme totale de 12 milliards de dollars[1].. Cette annonce est reprise par de nombreuses agences de presse dont Reuters et impacte son cours de bourse avant d'être démentie par Dow Chemical.
- ExxonMobil.
- Halliburton.
- La catastrophe de l'ouragan Katrina.

## Distinctions

### Récompenses
- Festival du film international de Berlin 2009[2]
- Festival du film international d'Amsterdam 2009[2]

### Nominations
- Festival du film international de Monterrey 2009[2]
- Festival du film international de Jihlava 2009[2]
- Cinema eye honors awards, US 2010[2]